# Hendrik II van Wisch

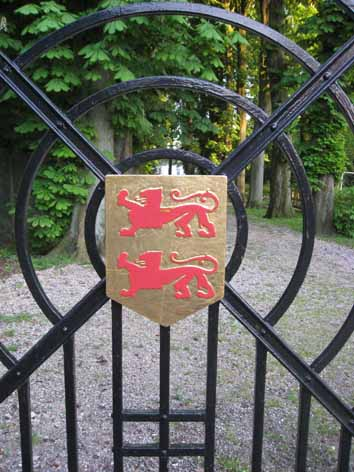
Wapen Heerlijkheid Wisch (oprijlaan naar kasteel)

Hendrik II van Wisch heer van Wisch van 1369 tot 1390 (1350-1387) was een zoon van Dirk III van Wisch (1290-20 januari 1372) en Agnes van Appeltern (-1316)

## Levensloop
Hendrik was de tweede zoon van Dirk III. Als zijn oudere broer Steven II van Wisch landdrost van Zutphen en heer van Wisch in 1369 overlijdt en een onmondige zoon achterlaat wordt Hendrik heer van Wisch. Hij woonde in Kasteel Wisch, het stamslot van de heren van Wisch.

## Huwelijk en kinderen
Hendrik II van Wisch trouwde in 1381 met Catharina van Bronkhorst, zij was de dochter van Willem IV van Bronkhorst en Cunegonde van Meurs. Na Hendriks dood hertrouwt Catharina met Hendrik III van Gemen waarmee Gelderse banden ontstaan met de Heren van Gemen. 
Hendrik en Catharina hadden drie kinderen:
- Hendrik III van Wisch
- Henrica van Wisch, trouwde in 1415 met graaf Diederik van Limburg-Broich
- Elisabeth van Wisch, trouwde in 1409 met Johan van Volmestein. Johan was de zoon van Diederik van Volmestein (1345 - 3 oktober 1396) en Elisabeth van Limburg (1350-1417)[1]. Uit het huwelijk van Elisabeth en Johan zijn twee kinderen geboren:
  - Diederik van Volmestein (geboren ca. 1410)
  - Elisabeth van Volmestein (geboren ca. 1412)